# Arc award
Der arc award, auch Schweizer Architektur Award, ist ein Schweizer Architekturpreis.

## Geschichte
Der arc-Award ist eine Architektur-Auszeichnung der Schweiz, die seit 2012, mit Ausnahme 2019 und 2020, jedes Jahr von der Schweizer Baudokumentation vergeben wird. Er ist der höchstdotierte Schweizer Architekturpreis.

## Preisträger

### 2012
|                | Kategorie                         | Ort        | Titel                                     | Architekt                        |
| -------------- | --------------------------------- | ---------- | ----------------------------------------- | -------------------------------- |
| Preis          | Mehrfamilienhäuser Umbau          | Winterthur | Anbau und Sanierung Hochhaus Weberstrasse | Burkhalter Sumi                  |
| Preis          | Wohnüberbauungen                  | Zürich     | Ersatzneubauten Triemli                   | von Ballmoos Krucker             |
| Preis          | Ein- / Zweifamilienhäuser Umbau   | Rothenburg | Haus                                      | PARK Architekten                 |
| Preis          | Ein- / Zweifamilienhäuser Neubau  | Horw       | Twin Houses                               | Halter Casagrande Partner AG     |
| Preis          | Wohn- und Geschäftshaus 'perron1' | Solothurn  | Mehrfamilienhäuser                        | Morger + Dettli                  |
| Publikumspreis |                                   | Wilen      | Schürliweg                                | Architekturbüro Mathias Odermatt |

### 2013
|                | Kategorie                                                   | Ort             | Titel                             | Architekt                                |
| -------------- | ----------------------------------------------------------- | --------------- | --------------------------------- | ---------------------------------------- |
| Preis          | Öffentliche Bauten, Fürsorge- und Gesundheitsbauten, Neubau | Visp            | Berufsfachschule                  | Bonnard Woeffray                         |
| Preis          | Öffentliche Bauten, Fürsorge- und Gesundheitsbauten, Umbau  | Wettingen       | au Mensa Kantonsschule Wettingen  | :mlzd                                    |
| Preis          | Gastro-, Freizeit- und Kulturbauten, Umbauten               | Ilanz           | Cinema Sil Plaz                   | Capaul & Blumenthal                      |
| Preis          | Gastro-, Freizeit- und Kulturbauten, Neubau                 | Rivaz           | Les Moulins de Rivaz - Vinorama   | Atelier d'architectes Fournier-Maccagnan |
| Preis          | Büro, Gewerbe-, Handels- und Industriebauten, Neubau        | Bern            | Energiezentrale Forsthaus         | Graber Pulver                            |
| Preis          | Büro-, Gewerbe-, Handels- und Industriebauten, Umbau        | Zürich          | Umnutzung Viaduktbögen            | EM2N                                     |
| Preis          | Next Generation                                             | ZHAW Winterthur | Holzbau in der steinernen Stadt   | Gian Marco Deplazes                      |
| Publikumspreis |                                                             | Vicosoprano     | Gewerbezentrum Punto Bregaglia    | Architekturbüro Renato Maurizio          |
| Sonderpreis    | Gebäudehülle                                                | Zürich          | Ateliergebäude Dubsstrasse        | Roger Boltshauser                        |
| Sonderpreis    | Lichtführung                                                | Fribourg        | Berufsfachschule                  | Graber Pulver                            |
| Sonderpreis    | Farbkonzept                                                 | Bovernier       | Erweiterung Grundschule Bovernier | Bonnard Woeffray architectes fas sia     |
| Sonderpreis    | Ingenieurleistung                                           | Dietlikon       | Schulhaus Bibliothek Dorf         | Baumberger & Stegmeier                   |

### 2014
|                | Kategorie                                     | Ort             | Titel                             | Architekt                | Fotografie |
| -------------- | --------------------------------------------- | --------------- | --------------------------------- | ------------------------ | ---------- |
| Preis          | Wohnüberbauung                                | Bern            | Brunnmatt Ost                     | Esch Sintzel             |            |
| Preis          | Umnutzung zu Wohnraum                         | Zürich          | Habsburgstrasse                   | EM2N                     |            |
| Preis          | Einfamilienhäuser / Zweifamilienhäuser Neubau | FL-Schaan       | Haus auf sechs Pfeilern           | Bearth & Deplazes        |            |
| Preis          | Einfamilienhäuser / Zweifamilienhäuser Umbau  | Ayent           | Maison Savioz                     | savioz fabrizzi          |            |
| Preis          | Mehrfamilienhäuser Neubau                     | Genève          | Immeuble d'étudiants              | Charles Pictet           |            |
| Preis          | Mehrfamilienhäuser Umbau                      | Zürich          | Sanierung Hirsehof                | Burkhalter Sumi          |            |
| Preis          | Next Generation                               | ZHAW Winterthur | tektonik; stahlarchitektur        | Fabian Gmür              |            |
| Publikumspreis |                                               | Lausanne        | Fauvette                          | Nay Montadon Architectes |            |
| Sonderpreis    | Umgebungsgestaltung                           | Winterthur      | Terrassenhäuser Landenberg        | Peter Kunz               |            |
| Sonderpreis    | Gebäudehülle                                  | Uster           | Wohnüberbauung am Herterweiher    | Morger + Dettli          |            |
| Sonderpreis    | Farbgestaltung                                | Zürich          | Kalkbreite                        | Müller Sigrist           |            |
| Sonderpreis    | Ingenieurleistung                             | Landecy         | Atelier dans un bâtiment agricole | Charles Pictet           |            |
| Sonderpreis    | Lichtführung                                  | Lumbrein        | Haus Trancauna                    | Morger + Dettli          |            |

### 2015
|                | Kategorie              | Ort    | Titel                     | Architekt                                   |
| -------------- | ---------------------- | ------ | ------------------------- | ------------------------------------------- |
| Preis          | Arbeitswelten          | Zürich | Hilti Innovationszentrum  | Giuliani Hönger                             |
| Preis          | Der erste Bau          | Basel  | Haus mit Baum             | Sauter von Moos                             |
| Preis          | Wohnwelten             | Basel  | Lichtstrasse              | HHF Architekten                             |
| Preis          | Sieger Next Generation | Renens | Jardin pare-feu           | Frédéric Bouvier                            |
| Sonderpreis    |                        | Luzern | Neubau Pelletsilo Tschopp | Deon                                        |
| Sonderpreis    | Next Generation        | Zürich | Urban Interior            | Klaus Platzgummer                           |
| Publikumspreis |                        | Zürich | Silver house              | marchwell Valentino Marchisella Architekten |

### 2016
|             | Kategorie                                 | Ort             | Titel                                    | Architekt                             |
| ----------- | ----------------------------------------- | --------------- | ---------------------------------------- | ------------------------------------- |
| Preis       | Wohnbauten Gold                           | Zürich          | Wohnsiedlung Brüggliäcker                | BS+EMI                                |
| Preis       | BIM – Mensch/Kollaboration                | Winterthur      | Durch die BIM-Brille                     | 3-Plan Haustechnik AG                 |
| Preis       | BIM – Mensch/Kollaboration                | Zürich          | Vom lonely little BIM zum social big BIM | Philipp Wieting, Werknetz Architektur |
| Preis       | BIM – Innovation/Performance              | Basel           | SwissFEL                                 | Itten+Brechbühl                       |
| Preis       | Sieger Next Generation                    | ZHAW Winterthur | Sportzentrum                             | Giancarlo Ceriani                     |
| Preis       | Der erste Bau                             | Basel           | Haus in Riehen                           | Reuter Raeber                         |
| Preis       | Öffentliche Bauten, Industrie und Gewerbe | Basel           | Jazz Campus                              | Buol & Zünd                           |
| Sonderpreis | Sonderpreis der Jury                      | Mendrisio       | Rekompositionen in Sceru und Giumello    | Martino Pedrozzi                      |

### 2017
|       | Kategorie                  | Ort  | Titel                        | Architekt                 |
| ----- | -------------------------- | ---- | ---------------------------- | ------------------------- |
| Preis | BIM – Kollaboration – Gold | Bern | Headquarters Scott Sports SA | Itten+Brechbühl           |
| Preis | BIM – Innovation – Gold    | Zug  | Gartenhochhaus Aglaya        | Ramser Schmid Architekten |

### 2018
|             | Kategorie                                 | Ort               | Titel                                               | Architekt                              |
| ----------- | ----------------------------------------- | ----------------- | --------------------------------------------------- | -------------------------------------- |
| Preis       | Next Generation                           | Hochschule Luzern | Melisma de Sevilla                                  | Christian Grendelmeier und Quirin Koch |
| Preis       | Der erste Bau                             | Zürich            | Schule Port                                         | Skop GmbH                              |
| Preis       | Wohnbauten                                | Basel             | Genossenschaftshaus Stadterle                       | Buchner Bründler                       |
| Preis       | Öffentliche Bauten, Industrie und Gewerbe | Genf              | Ecole, crèche, piscine et espace public de Chandieu | Atelier Bonnet & Cie                   |
| Preis       | BIM Innovation                            | Zug               | Baufeld 1 Suurstoffi Campus                         | Zug Estates AG                         |
| Preis       | BIM Kollaboration                         | Zürich            | Schweizer Pavillon EXPO 2020 Dubai                  | OOS AG                                 |
| Sonderpreis |                                           | Monthey           | Maisons Duc                                         | Gaymenzel sàrl                         |

### 2021
|       | Kategorie                                       | Ort               | Titel                                       | Architekt                                          |
| ----- | ----------------------------------------------- | ----------------- | ------------------------------------------- | -------------------------------------------------- |
| Preis | Next Generation                                 | Hochschule Luzern | Kula 5-9 Beograd                            | Kevin Kummerow, Yannick Fortiguerra                |
| Preis | BIM                                             | Sursee            | Haus des Holzes                             | PIRMIN JUNG Immobilien AG + msyfrig GmbH           |
| Preis | Wohnbauten: Ein- und Zweifamilienhäuser         | Vernier           | The Permanent Weekend House                 | Comte Meuwly                                       |
| Preis | Wohnbauten: Mehrfamilienhäuser und Überbauungen | Fribourg          | RitterUn                                    | Aviolat Chaperon Escobar Sàrl                      |
| Preis | Transformation: Sanierungen, Umnutzungen        | Luzern            | Erneuerung Zentral- und Hochschulbibliothek | Halter Casagrande Partner AG \| Lussi + Partner AG |
| Preis | Öffentliche Bauten, Industrie und Gewerbe       | Salez             | Landwirtschaftliches Zentrum St. Gallen     | Andy Senn                                          |

### 2023
|       | Kategorie      | Ort    | Titel                     | Architekt           |
| ----- | -------------- | ------ | ------------------------- | ------------------- |
| Preis | Out of the Box | Zürich | ''Das performative Haus'' | EMI Architekt*innen |